# Bandrobbe
Die Bandrobbe (Histriophoca fasciata) ist eine in der Arktis verbreitete Robbe aus der Familie der Hundsrobben.

## Merkmale
Ausgewachsene Bandrobben sind unverkennbar durch ihr dunkelbraunes Fell, das vier weiße Markierungen trägt: ein Streifen um den Hals, einer um das Körperende und je eine kreisförmige Markierung auf den Körperseiten, die die Vorderflossen umschließt. Der Kontrast ist bei den Männchen besonders stark, während bei Weibchen der Farbunterschied zwischen hellen und dunklen Partien oft weniger hervorstechend ist. Neugeborene Bandrobben sind einfarbig weiß; als jugendliche Robben haben sie eine graue Farbe; im Laufe der Jahre werden manche Partien dunkler und andere heller und erst im Alter von vier Jahren hat sich die typische Zeichnung entwickelt.
Bandrobben werden etwa 150 cm lang und 90 kg schwer.

## Lebensraum

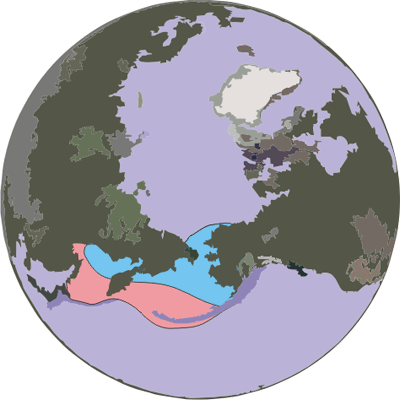
Verbreitungsgebiet
blau: regulär; rot: Ausweichgebiete in harten Wintern

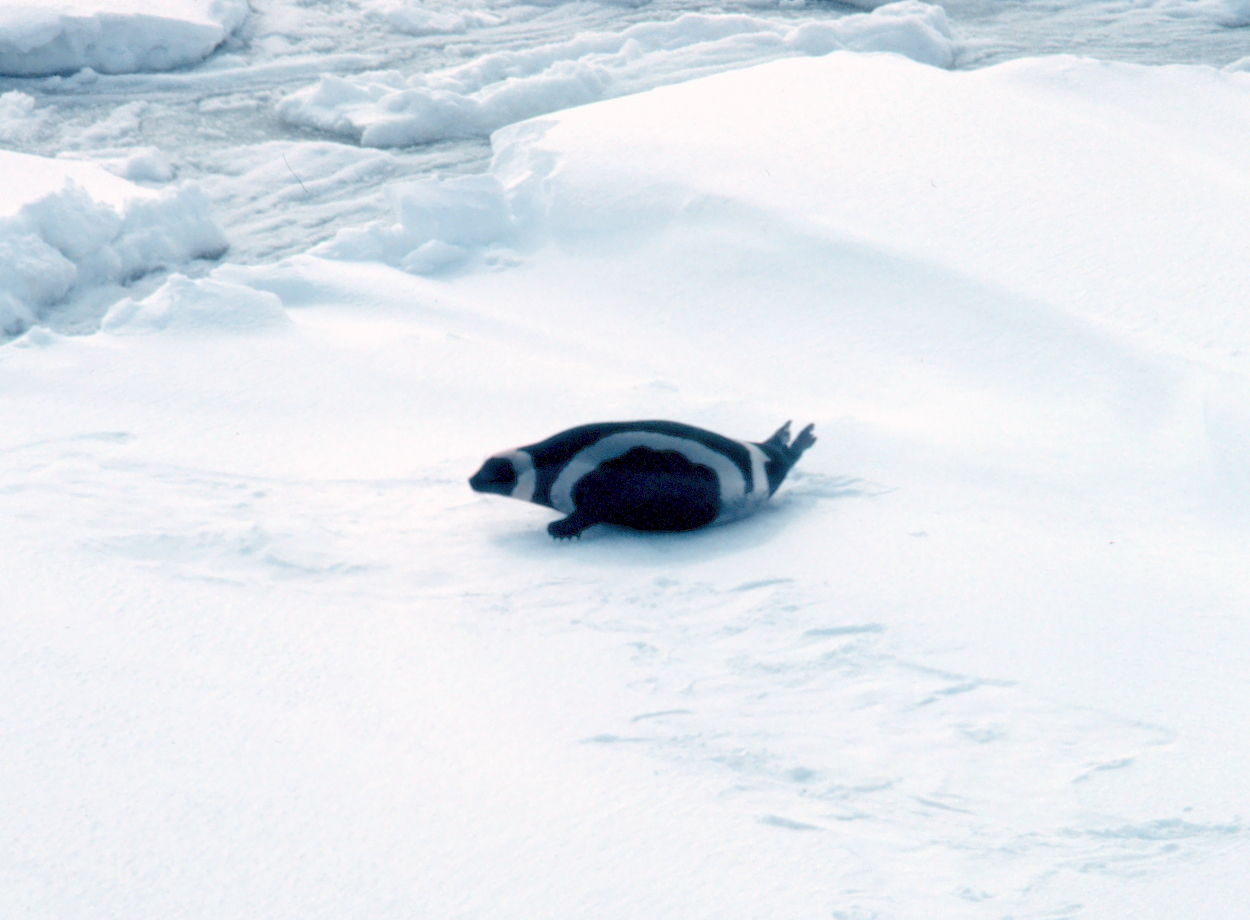
Bandrobbe

Bandrobben bewohnen die arktischen Teile des Pazifiks, vor allem das Beringmeer. Sie leben auf dem Treib- und Packeis und kommen so gut wie niemals an die Küsten.

## Lebensweise
Die Nahrung besteht aus Fischen, Kopffüßern und Krebstieren; junge Robben fressen zum größten Teil Krebstiere. Bandrobben sind einzelgängerisch und bilden keine Herden. Junge werden im April oder Mai auf dem Eis zur Welt gebracht, vier Wochen gesäugt und dann verlassen. Das Junge bleibt einige weitere Wochen auf dem Eis, in denen es sein bisher dichtes, weißes Fell verliert und drastisch an Gewicht abnimmt. Dann ist es in der Lage, selbstständig zu tauchen und zu jagen. Mit vier bis fünf Jahren sind Bandrobben geschlechtsreif, ihre Lebenserwartung liegt bei dreißig Jahren.

## Schutz
Junge Tiere gleichen jungen Sattelrobben, das weiße Bandrobbenfell des Jungtiers wurde einst zu Pelzen verarbeitet. Da sie keine Herden bilden, waren Bandrobben jedoch stets schwieriger zu fangen als Sattelrobben. Seit die Sowjetunion 1969 die Jagd auf Bandrobben eingeschränkt hat, haben sich die Bestände erholt. Die umfassende Jagd von Booten aus wurde erst Anfang der 1990er Jahre eingestellt. Schätzungen zur Populationsgröße innerhalb der letzten 30 Jahre schwanken zwischen 230.000 und 750.000 Exemplaren. Aufgrund der Unsicherheiten zur Bestandsgröße und -entwicklung wird die Bandrobbe von der IUCN in der Kategorie DD (Data Deficient) geführt.